# Stéphane Fontaine
Stéphane Fontaine é um diretor de fotografia francês.

## Filmografia
- My Sex Life... or How I Got into an Argument (1995)
- La Vie nouvelle (2002)
- The Beat That My Heart Skipped (2005)
- Charlie Says (2006)
- Call Me Elisabeth (2006)
- L'Autre Dumas (2010)
- Jimmy P: Psychotherapy of a Plains Indian (2013)
- Captain Fantastic (2016)
- Elle (2016)
- Jackie (2016)